# Bambusa moreheadiana
Bambusa moreheadiana är en gräsart som beskrevs av Frederick Manson Bailey. Bambusa moreheadiana ingår i släktet Bambusa och familjen gräs.
Artens utbredningsområde är Queensland. Inga underarter finns listade i Catalogue of Life.